# Heinrich Horn (Glasmaler)
Heinrich Christian Georg Horn, auch Christian Georg Heinrich Horn (* 26. November 1816 in Rostock; † 19. Februar 1874 in Hannover) war ein deutscher Zeichner, Maler und Glasmaler.

## Leben
Heinrich Horn war Sohn des Rostocker Schuhmachers Georg Joachim Albrecht Horn und dessen Ehefrau Agnese Dorothea Catharina, geborene Hamann.
Nach einer Ausbildung zum Maler erhielt Horn – nachdem er wegen des noch abzuleistenden Militärdienstes eine Kaution gestellt hatte – die Erlaubnis, von 1835 bis 1838 außerhalb seines Heimatlandes, des Großherzogtums Mecklenburg-Schwerin,
auf Wanderschaft zu gehen.
Er arbeitete ab 1840 bis 1842 als Glasmaler in Straßburg, bevor er – wie aus einem Empfehlungsschreiben des Oppenheimer Bürgermeisters Dieterich hervorgeht – „spätestens ab 1843“ bei Nicolaus Usinger in Mainz tätig war. In Usingers wie ein Bauunternehmen aufgetretenen Werkstatt lag die künstlerische Arbeit, etwa bei den – 1857 zerstörten – Fenstern im Westchor des Mainzer Doms, in den Händen von Horn. Von ihm stammen unter anderem Usingers in der Oppenheimer Katharinenkirche ausführten Glasfenster. Dort erhaltene Arbeiten Horns, „umfangreiche, in der Ausführung so trockene wie plakative Ergänzungen“ in Fenstern im Norden und Süden der Kirche nach Rekonstruktionsvorschlägen von Franz Hubert Müller, „geben der Langhausverglasung bis heute ein unverwechselbares Gepräge.“
1851 wurden laut einem Zeitungsartikel während einer Ausstellung in Lüneburg etwa 40 von Horn restaurierte Scheiben aus der Zeit des Mittelalters gezeigt.

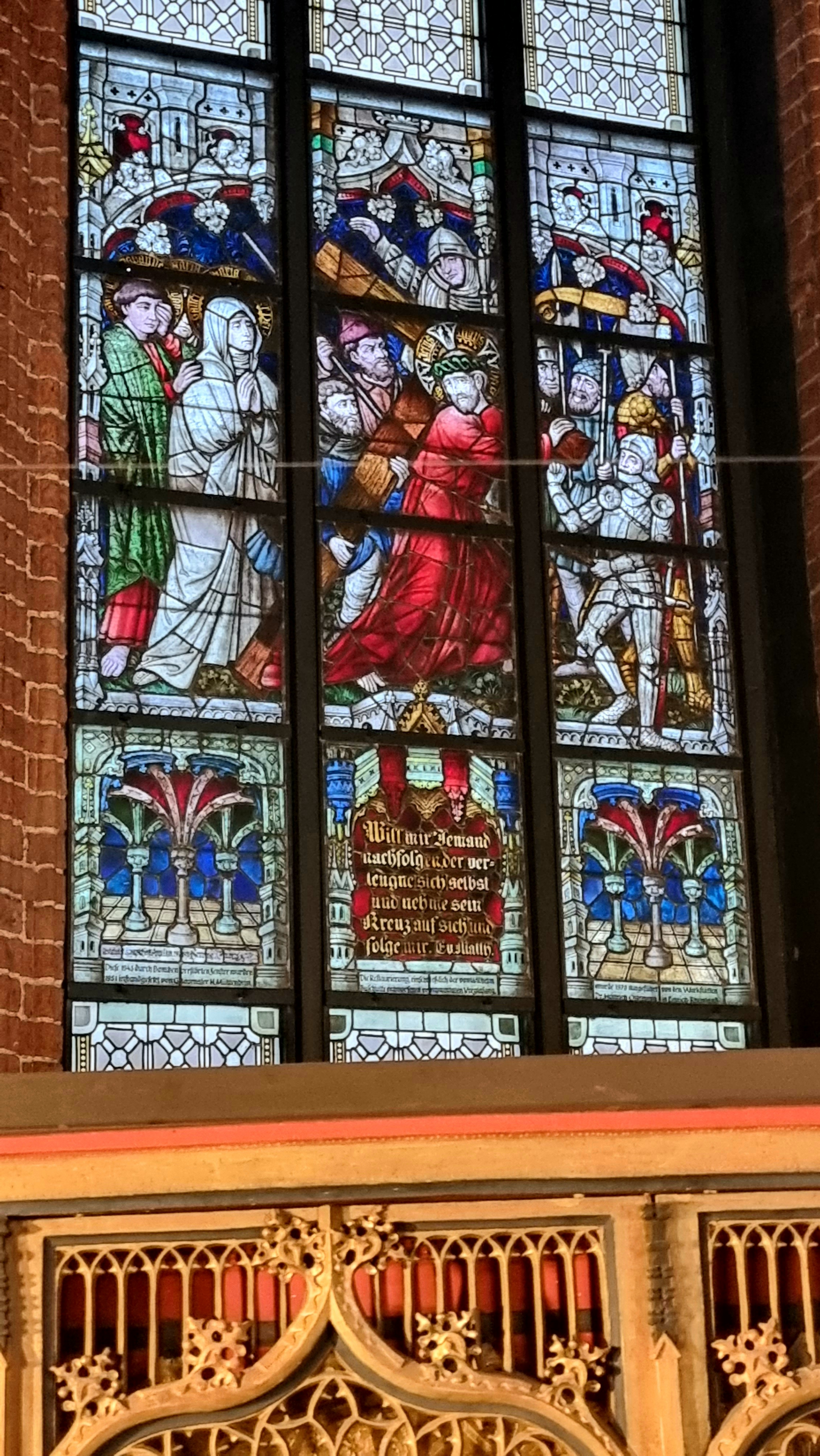
Das 1854 von Heinrich Horn gestaltete Kirchenfenster Kreuztragung Christi im Chor hinter dem Altar der Marktkirche von Hannover; später
restauriert von Henning & Andres, Heinz Mühlenbein und der Glasmalereiwerkstatt Oidtmann aus Linnich

1854 ließ sich Horn in der Hannover und wurde im selben Jahr Mitglied des Hannoverschen Künstlervereins. Ebenfalls 1854 fertigte Horn im Zuge der durch Ludwig Droste und Ludwig Frühling vorgenommenen Restaurierung der hannoverschen Marktkirche drei völlig neu gestaltete Fenster für den Chorschluss an, davon zwei nach Entwürfen von August von Kreling.
1864 erwarb Horn das Bürgerrecht der Stadt Hannover. Im Folgejahr offerierte er in einer Annonce vom 25. November 1865 in der Illustrirten Zeitung das „Atelier für Glasmalerei von Heinrich Horn in Hannover“, damals in der Theaterstraße 4b.II, wie folgt:
„Seit mehr als 20 Jahren mit der Ausführung bedeutender kirchlicher Glasmalereien und Restaurationen beschäftigt, erlaube ich mir mein Atelier den geehrten Architekten, Geistlichen und Kirchenvorständen zur freundlichen Beachtung zum empfehlen. – Skizzen, Entwürfe und Ausführungen werden […] auf das Billigste berechnet. […] – Proben von Glasmalereien verschiedener Stilepochen stehen zur Ansicht in meinem Atelier bereit.“
In seiner niedersächsischen Zeit fertigte Horn von verschiedenen Projekten, die er „zwischen Hannover und Warnemünde ausführte“, Zeichnungen an, die später in den Besitz des Niedersächsischen Landesmuseums Hannover gelangten.
1873 firmierte Horn laut dem Adressbuch der Stadt Hannover als Atelier für monumentale Glasmalerei und Styldekoration, nachdem er kurz zuvor im Dezember 1872 als „H. Horn“ über eine Stellenanzeige in der Allgemeinen Zeitung einen „Glasmaler-Gehülfen, im Ornament erfahren“ gesucht hatte. Das hannoversche Adressbuch verzeichnete unter dem Familiennamen Horn „(Chrn. Georg) Heinr., Kunstmaler“ sowie dessen Atelier im Jahr 1874 zuletzt Am Marstalle 7. Nach seinem Tod im Jahr 1874 wohnte dort im Parterre des Hauses die Witwe des Kunstmalers, Frieda Horn, geborene Treu, als Haushaltsvorstand.

## Werke (Auswahl)

### Kirchen- und andere Fenster
- 1844–1846, Mainzer Dom: Zwei Fenster im Westwerk aus der Werkstatt Usinger, ausgeführt von Heinrich Horn nach Entwürfen von Johann Baptist Scholl dem Jüngeren; 1857 zerstört[4]
- Oppenheim, Katharinenkirche: verschiedene Fenster-Rekonstruktionen, darunter
  - Christus (Salvator Mundi?) und Maria mit Kind als Regina Caeli zwischen Tabernakeltürmen und Stiftern mit Wappen Herolt[4]
- vor 1851: Kloster Lüne[2]
- 1851, Kloster Ebstorf, Kreuzgang: Heiliger Mauritius[14]
- 1853, Gerichtslaube im Rathaus Lüneburg: durchgreifende Restaurierung und vielfach „sehr stilgetreu“ ergänzte Fenster, neu verbleit; 1954 durch Heinz Mühlenbein geringfügig repariert; 1976 durch die Glasmalereiwerkstatt Oidtmann aus Linnich geringfügig restauriert und seitdem durch eine Schutzverglasung gesichert[15]
- 1854, Hannover, Marktkirche; vollständige Neuschaffung dreier Halbfiguren in den Kirchenfenstern des Chores:
  - Heilige mit Buch und Palmzweig[7]
  - Maria Magdalena[7]
  - Judas Thaddäus[7]
- um 1868, Bücken, Stiftskirche St. Materniani et St. Nicolai: Stifterfenster, heute im Besitz des Niedersächsischen Landesmuseums Hannover[16]
- zwischen 1864 und 1867, Hannover, Hindenburgstraße 1 (ehemals Tiergartenstraße 1): Glasmalereien für die von dem Architekten Wilhelm Lüer errichtete Villa für den Weinhändler Georg Schultz; nicht erhalten[17]

### Zeichnungen
- Im Bestand des Niedersächsischen Landesmuseums Hannover haben sich aus dem Bestand des Kunstvereins 50 Handzeichnungen Horns erhalten.[2]